# El correo del norte
El correo del norte es una película de wéstern mexicana de 1960 dirigida por Zacarías Gómez Urquiza y protagonizada por Luis Aguilar y Rosa de Castilla.

## Argumento
En tiempos de la revolución, un general villista envía mensajes por separado a sus colegas para poder preparar una ofensiva. Los portadores de estos mensajes son capturados por unos traficantes conocidos con el nombre de El correo del norte.

## Reparto
- Luis Aguilar
- Fernando Almada
- José Chávez
- Rosa de Castilla
- Fernando Fernández
- Jaime Fernández
- Rosario Gálvez
- Arturo Martínez